# Saint-barthélemyi labdarúgó-válogatott
A Saint-barthélemyi labdarúgó-válogatott Saint-Barthélemy (francia tengerentúli terület) hivatalos labdarúgóválogatottja. Jelenleg folyamatban van a tengeren túli terület labdarúgó-szövetségének csatlakozása a Caribbean Football Unionhoz és a CONCACAF- hoz, ezért még nem vehet részt az e szervezetek által engedélyezett versenyeken.

## Története
2010-ben a Chelsea FC tulajdonosa és a Saint Barthélemyi lakos, Roman Abramovics 3 millió dollárt adományozott a Stade de Saint-Jean felújítására. Ez lehetővé tette a Saint Barthélemy otthoni mérkőzéseinek megrendezését. A labdarúgó-szövetség először 2019-ben kezdeményezett csatlakozást a Caribbean Football Unionhoz és a CONCACAF-hoz.

## Nemzetközi mérkőzések listája
| Dátum               | Helyszín         |                  | Ellenfél             | Eredmény |            |
| ------------------- | ---------------- | ---------------- | -------------------- | -------- | ---------- |
| 2019. március 17.   | Saint-Barthélemy | Saint-Barthélemy | Saint-Martin         | 4 - 3    | Barátságos |
| 2019. február 23.   | Sint Maarten     | Saint-Barthélemy | Sint Maarten         | 1 - 1    | Barátságos |
| 2018. július 28.    | Saint-Barthélemy | Saint-Barthélemy | Brit Virgin-szigetek | 3 - 4    | Barátságos |
| 2018. július 27.    | Saint-Barthélemy | Saint-Barthélemy | Anguilla             | 1 - 2    | Barátságos |
| 2018. május 26.     | Saint-Barthélemy | Saint-Barthélemy | Sint Maarten         | 5 - 3    | Barátságos |
| 2018. április 29.   | Saint-Barthélemy | Saint-Barthélemy | Saint-Martin         | 3 - 2    | Barátságos |
| 2012. Szeptember 3. | Saint-Barthélemy | Saint-Barthélemy | Guadeloupe           | 1 - 8    | Barátságos |
| 2010. július 3.     | Saint-Martin     | Saint-Barthélemy | Saint-Martin         | 0 - 3    | Barátságos |

## Nemzetek elleni mérleg
| Nemzet               | M | Gy | D | V | RG | KG | GK |
| -------------------- | - | -- | - | - | -- | -- | -- |
| Anguilla             | 1 | 0  | 0 | 1 | 1  | 2  | -1 |
| Brit Virgin-szigetek | 1 | 0  | 0 | 1 | 3  | 4  | -1 |
| Guadeloupe           | 1 | 0  | 0 | 1 | 1  | 8  | -7 |
| Saint-Martin         | 3 | 1  | 0 | 2 | 7  | 8  | -1 |
| Sint Maarten         | 2 | 0  | 1 | 1 | 6  | 4  | +2 |

## Fordítás
- Ez a szócikk részben vagy egészben  a   Saint Barthélemy national football team című angol Wikipédia-szócikk fordításán alapul.  Az eredeti cikk szerkesztőit annak laptörténete sorolja fel. Ez a jelzés csupán a megfogalmazás eredetét és a szerzői jogokat jelzi, nem szolgál a cikkben szereplő információk forrásmegjelöléseként.

1. ↑  World Football Elo Ratings. eloratings.net